# Finale – Die letzten Tage der Erde
Finale – Die letzten Tage der Erde (englischer Originaltitel: Left Behind) ist eine Bestseller-Serie von Romanen der US-amerikanischen Schriftsteller Tim LaHaye und Jerry B. Jenkins. Sie veranschaulicht eine dispensationalistische Vorstellung vom Ende der Welt in der christlichen Eschatologie.
Die Bücher wurden zwischen 1995 und 2007 im Verlag Tyndale House veröffentlicht, der sich auf die Verbreitung von evangelikaler Literatur konzentriert. In deutscher Sprache erschien die Reihe im Verlag Gerth Medien, Band 1 und 2 außerdem als Hörbuch, gelesen von Hanno Herzler.

## Inhalt
Die Erzählung beginnt während eines Linienfluges. Plötzlich sind im Flugzeug etwa 100 Passagiere spurlos verschwunden. Schnell stellt Pilot Rayford Steele fest, dass nicht nur sein Flugzeug, sondern die ganze Welt von diesem unerklärlichen Phänomen betroffen ist. Insbesondere alle Babys und Kinder sind verschwunden, sowie Steeles Frau, die gläubige Christin war, während Steele immer ein Zweifler blieb. Um ihn herum bildet sich ein Kern von neuen Christen, von denen vor allem Hattie Durham (eine Stewardess des betroffenen Fluges, die drei Jahre später zur Gruppe stößt) und Buck Williams (ein Reporter) eine Rolle spielen.
Die Personen werden unweigerlich in den Bann und Kreis eines neu gewählten, jungen, charismatischen UN-Generalsekretärs aus Rumänien namens Nicolai Carpathia gezogen. Steele wird der Pilot des Generalsekretärs, Williams erhält mehrfach Gelegenheit zu exklusiver Berichterstattung. Während ihrer Dienstzeit für Carpathia kommen die Hauptpersonen jedoch erst zu der Vermutung, später zu der Sicherheit, dass Carpathia in Wirklichkeit der Antichrist ist, und sie beginnen, eine Untergrundorganisation in nächster Nähe zum Zentrum des Bösen aufzubauen.
Die ersten Plagen der Apokalypse treffen ein und die Herrschaft des Bösen verdichtet sich langsam. Jedoch bleibt Nicolai nach außen hin immer noch unantastbar und wird zum Volkshelden, während die Katastrophen Millionen dahinraffen. Nach einem Mordanschlag stirbt Carpathia, nur um drei Tage später, nun beseelt vom Teufel und überzeugt, Gott zu sein, wiederaufzuerstehen.
Das Zeichen des Bösen, ohne das niemand kaufen oder verkaufen kann, wird eingeführt, und alle diejenigen, die es nicht annehmen, werden hingerichtet. Carpathias Schreckensherrschaft bringt auch die Gruppe um Williams und Steele immer mehr in Bedrängnis, bis sich schließlich die überlebenden Gläubigen in die Felsenstadt Petra zurückziehen können. Petra wird zu einem sicheren Hort, den die Mächte des Bösen nicht angreifen können. Die letzten Bücher beschreiben die Entscheidungsschlacht um Jerusalem und die Schlacht von Harmagedon. Am Ende stehen die Rückkehr Christi und die Auferstehung der Märtyrer.

## Kritik und Interpretation
Die Darstellung der Endereignisse richtet sich nach einer dispensationalistischen Interpretation der Offenbarung des Johannes. Das plötzliche Verschwinden der Christen am Anfang des Romanzyklus stellt das für den Dispensationalismus wichtige Thema des endgültigen Entrücktwerdens am Ende der Tage dar. Die dreimal sieben Ereignisse der Johannesoffenbarung (sieben Siegel, sieben Posaunen und sieben Zornschalen) finden dem Roman zufolge in einem exakt siebenjährigen Rahmen statt. Die Schilderungen dieser Ereignisse in der Offenbarung werden dabei wörtlich interpretiert, bis auf die Entrückung selbst, die in der Offenbarung nicht erwähnt wird.
Die Serie Left Behind wurde sowohl von kirchlicher, politischer als auch literarischer Seite kritisiert. Während die Bücher generell als sehr leicht lesbar und spannend gesehen werden, wird mangelnde literarische Fähigkeit der Autoren und ein Fehlen charakterlichen Tiefgangs kritisiert. Auch der stark missionarische Aspekt wird teilweise negativ bewertet. Von christlicher Seite aus werden die Romane teils sehr positiv – als Anregung für „Mitläuferchristen“, sich mit dem Stoff der Apokalypse zu beschäftigen –, teils aber auch negativ – als verfälschende, unzulässig interpretierende oder zu reißerische Bearbeitung eines biblischen Stoffes – gesehen. Der in der Serie vertretene Standpunkt des Dispensationalismus stellt innerhalb des Christentums eine Minderheitenmeinung dar.

## Aufbau
Die komplette Buchserie besteht aus zwölf Romanen, denen nach ihrer Vollendung noch Vor- und Nachfolgebände hinzugefügt wurden.

### Englische Buchtitel
- The Rising: Antichrist is Born
- The Regime: Before they were Left Behind
- The Rapture: In the Twinkling of an Eye: Countdown to Earth’s Last Days

1. Left Behind: A Novel of Earth’s Last Days
2. Tribulation Force: The Continuing Drama of those Left Behind
3. Nicolae: The Rise of Antichrist
4. Soul Harvest: The World Takes Sides
5. Apollyon: The Destroyer is Unleashed
6. Assassins: Assignment: Jerusalem, Target: Antichrist
7. The Indwelling: The Beast Takes Possession
8. The Mark: The Beast Rules the World
9. Desecration: Antichrist Takes the Throne
10. Remnant: On the Brink of Armageddon
11. Armageddon: The Cosmic Battle of the Ages
12. Glorious Appearing: The End of Days
13. Kingdom Come: The Final Victory

### Deutsche Buchtitel
- Der Pakt: Auftakt zum Finale

1. Finale
2. Finale, Band 2 (späterer Titel: Die Heimsuchung)
3. Das Nicolai-Komplott
4. Die Ernte
5. Apollyon
6. Die Verschwörung
7. Die Rückkehr
8. Das Zeichen
9. Die Entweihung
10. Die Felsenstadt
11. Harmagedon
12. Der Triumph

## Hauptpersonen
(Namen in englischer Schreibweise)

### Die Gläubigen
- Rayford Steele, Flugkapitän
- Cameron „Buck“ Williams, Reporter
- Chloe Steele, Tochter von Rayford
- Bruce Barnes, Hilfspastor der Gemeinde von Williams und Steele
- Hattie Durham, Stewardess
- Tsion Ben-Judah, ehemaliger Jude und Leiter der neuen Gemeinden weltweit
- Mac McCullum, Flugkapitän
- Ken Ritz, Pilot

### Die Gegner
- Nicolae Jetty Carpathia, Politiker, UN-Generalsekretär und Antichrist
- Leon Fortunato, Assistent von Carpathia und der falsche Prophet

## Erfolg und Folgewerke
In den USA erreichten die Left-Behind-Bücher eine Gesamtauflage von über 50 Millionen Exemplaren und waren nahezu alle auf den Bestsellerlisten zu finden. Aufgrund ihres Erfolgs haben die Autoren mehrere zielgruppenspezifische Spin-off-Serien begonnen:
- Left Behind: The Kids – eine Serie um Jugendliche, die sich an 10- bis 14-Jährige richtet. Je vier Bücher der Kids-Serie decken in etwa den Zeitraum eines der Erwachsenenbücher ab. Derzeit gibt es 40 Bücher in dieser Serie.
- Die politische und die militärische Serie – zwei unterschiedliche Blickwinkel auf die Haupthandlung mit neuen Hauptcharakteren.
- Graphic Novels (Comics) sind zu den ersten beiden Büchern erschienen – je fünf Comics decken einen Roman ab.
- Die „Soon“-Serie – beginnt in der späteren Zeit der Left Behind Serie, wo jede Religion außer der Verehrung Carpathias bereits verboten ist und hat als Hauptfigur einen Agenten der Weltregierung, der das Religionsverbot mit überwachen und durchsetzen soll. Die Serie besteht aus bisher drei Bänden.
- Seit Herbst 2006 existiert auch noch ein Computerspiel Left Behind – Eternal Forces, in dem der Spieler Ungläubige erschießen oder missionieren soll; nach dem Töten müssen die Seelenpunkte durch Beten wieder aufgeladen werden.[1]
- Das Thema wurde auch in Episode 354 (GABF14) der Simpsons aufgegriffen

### Filme
In den USA sind bis Anfang 2006 drei Filme erschienen, die den Anfang der Buchserie abdecken. Der erste, Left Behind, der im Mai 2000 gedreht wurde, enthält die Geschehnisse des ersten Romans, der zweite, Left Behind: Tribulation Force, 2002 erschienen, umfasst etwa die erste Hälfte des zweiten Bandes, und der dritte Film, World at War, der im Frühjahr 2006 auf Deutsch unter dem Titel Finale – Die Welt im Krieg erschienen ist, lehnt sich an die letzten 50 Seiten des zweiten Bandes an. Hier weicht die Handlung erstmals in erwähnenswertem Umfang von der Buchserie ab.
2014 erschien mit Left Behind eine weitere Verfilmung, die der Regisseur Vic Armstrong mit Nicolas Cage in der Hauptrolle umgesetzt hat. 2016 wurde Left Behind: Vanished: Next Generation produziert.
Unter der Regie von Kevin Sorbo wurde die Fortsetzung zu Left Behind (2014), Left Behind: Rise of the Antichrist, fertiggestellt. Die Story setzt rund sechs Monate nach dem Ende des ersten Films ein. In der Hauptrolle ist Regisseur Sorbo zu sehen. Der Film wird auf dem Marché du film im Jahr 2022 zu sehen sein.